# قربان‌علی اجلی
قربانعلی اجلی نام مستعار واثق (زادهٔ ۱۳۱۸ در میانه) خطاط و نقاش ایرانی است.
اجلی تا پایان دوره اول متوسطه در میانه بود و پس از آن برای اتمام تحصیلاتش به تهران آمد. پس از پایان دوره متوسطه در دانشکده هنرهای تزیینی پذیرفته شد و پس از اخذ لیسانس در رشته معماری داخلی به دوره فوق‌لیسانس در همین رشته راه پیدا کرد و دوره فوق‌لیسانس را نیز به پایان رساند. بسیاری از تابلوهای او مجموعه حروف شکلی از اشکال طبیعت است و می‌توان گفت در آثار هنری او طبیعت به شکل حروف درمی‌آید. در این سبک که خود او آنرا گلگشت نامیده‌است خط و طبیعت به همراه یکدیگر ارائه می‌شود بطوریکه انتخاب کلمات و حروف و نحوه قرار گرفتن آنها در یکدیگر از اهمیت فوق‌العاده ای برخوردار است. به بیان دیگر باید گفت در این سبک، خط و نقش مکمل یکدیگرند و رابطه خط با طبیعت و طبیعت با خط زمینه و هم‌آهنگی کلی کار از نظر رنگ و فرم، ملموس بودن عناصری که به خدمت گرفته می‌شوند مورد توجه خاص سازنده اثر است.